# Stade Sammy-Ofer
 (août 2024).
Le stade Sammy-Ofer (en hébreu : אצטדיון סמי עופר), aussi nommé stade international d'Haïfa (en hébreu : האצטדיון העירוני חיפה), est un stade de football, situé à Haïfa, en Israël. Le Stade porte le nom de l'homme d'affaires israélien, Sammy Ofer qui a fait un don de 20 M$ USD pour la construction du stade. Cet équipement d'une capacité de 30 942 places remplace l'ancien stade Kiryat Eliezer. Il accueille les rencontres du Maccabi Haïfa et de l'Hapoël Haïfa.

## Histoire

### Construction
Ce stade est classé en catégorie 4 par l'UEFA. Il est le premier stade israélien à bénéficier d'une tel classement.